# Професионална гимназия по компютърно програмиране и иновации
Професионална гимназия по компютърно програмиране и иновации (с абревиатура: ПГКПИ) е професионална гимназия в гр. Бургас, обучаваща компютърни специалисти в сферата на системното програмиране. Основано е през 2018 г в партньорство с община Бургас и двата университета в града: Бургаски свободен университет и Бургаски университет „Проф. д-р Асен Златаров“. От 2018 г. директор на училището е Димитрина Тодорова.

## Обучение
Учебният период в ПГКПИ е 5 години с прием след завършване на седми клас. Учениците изучават всички модерни програмни езици: C++, Java, JavaScript, Python, .NET и се очаква да придобият специфични знания и умения в областите на програмирането и чрез допълнителни, извънкласни курсове, в последната си година на обучение, да се специализират в облачни технологии, роботика, изкуствен интелект и киберсигурност. Учениците се обучават и по английски език с интензивна програма. Школата се фокусира и върху практическата част на образованието на учениците. Тя им предоставя възможности да работят в различни ИТ фирми през цялата учебна година. Тези фирми успяват да помогнат на учениците, като им дават различни проекти. Учители, ученици и фирми работят заедно, за да създадат най-добрата среда, която съчетава високо ниво на образование, модерни работни устройства и реален опит. По време на обучението си учениците се сертифицират в изпитните центрове на Cambridge, Goethe, Certiport и PersonVue.

## Постижения
Учениците на ПГКПИ са доказали своите знания и умения на множество състезания, олимпиади и форуми в областта на математиката, информатиката, електрониката и роботиката, които са приоритетни дисциплини за школата. Някои от тях са:
- Световно първенство по графичен дизайн на Adobe – 2-ро място;
- Международна олимпиада по компютърни мрежи Cisco AcadNet – 1-во място;
- Microsoft Imagine Cup Junior Europe – 3-то място;
- Cisco Europe CyberCup – 3-то място;